# Joaquim Chissano
Pour les articles homonymes, voir Chissano.
Joaquim Alberto Chissano (22 octobre 1939, Malehice, district de Chibuto, Mozambique) est un homme politique mozambicain, président de la République du 19 octobre 1986 au 2 février 2005.

## Biographie
Né dans le petit village de Chibuto dans la province de Gaza, Chissano intègre le Frelimo dans les années soixante, en devenant le représentant à Paris où il poursuit ses études de médecine. Il participe aussi à la guérilla contre la puissance coloniale portugaise jusqu'à la révolution des Œillets en 1974 au Portugal qui sonne la fin des colonies africaines. Le 7 septembre 1974, les deux parties signent l'accord de Lusaka qui met en place une période de transition qui voit Chissano devenir président du gouvernement provisoire le 20 septembre.
Le 25 juin 1975, le Mozambique accède à l'indépendance. Chissano devient ministre des Affaires étrangères du pays et un des personnages clefs du Frelimo alors parti unique de la république populaire du Mozambique. Chissano doit faire montre de ses talents de diplomate à la fois à l'extérieur du pays mais aussi à l'intérieur de son parti où les luttes entre diverses factions marxistes font rage. À la suite du décès (assassinat ou accident) du président Samora Machel le 19 octobre 1986, Chissano fait partie avec Armando Guebuza du comité central du Frelimo qui assure l'intérim à la tête de l'État. Le 6 novembre, il prend seul la présidence de la République.
La chute de l'Union soviétique oblige Chissano à faire des avancées démocratiques pour satisfaire les bailleurs de fonds internationaux. Ainsi le Frelimo doit renoncer à son statut de parti unique.
En 1992, Joaquim Chissano apprend la technique de méditation transcendantale. Deux ans plus tard, il introduit cette méthode dans les écoles de l'armée et de la police : 16 000 soldats et 30 000 civils apprennent la technique avancée du vol yoguique. Chissano déclare : « J'ai d'abord pratiqué la méditation transcendantale pour moi-même, puis je l'ai introduite à ma famille proche, à mes ministres, à mes hauts fonctionnaires et à mon armée. Il en a résulté la paix politique et l'équilibre de la nature dans le pays. » 
Dans les premières élections multipartites, en 1994, puis en 1999, le Frelimo garde le pouvoir devant l'ex-guérilla armée  de la Renamo transformée en parti politique depuis la fin de la guerre civile.
Sa victoire en 1999 sur le candidat de la Renamo Afonso Dhlakama est le théâtre de contestations concernant la validité du scrutin et des menaces à un retour à la guerre civile. Plusieurs rapports d'observateurs internationaux, hormis l'Organisation de l'unité africaine, ont constaté des irrégularités. Les nombreux cas de corruption à tous les niveaux de l'État au cours de son mandat provoquent l'ire des instances internationales.
De juillet 2003 à juillet 2004, Chissano est président de l'Union africaine.
Pour les élections législatives et présidentielle de novembre et décembre 2004, Chissano ne souhaite pas se représenter. Le Frelimo choisit Armando Guebuza pour le représenter à l'élection présidentielle face au candidat de la Renamo, Alfonso Dhlakama. Guebuza est élu avec les mêmes fraudes que son prédécesseur et la Renamo menace, sur le même ton qu'en 1999 mais avec nettement moins de crédibilité, de retourner à la guerre civile.
Joaquim Chissano est nommé conseiller à la Conférence des Nations unies sur le commerce et le développement (CNUCED) en octobre 2005.
Il est membre du comité d'honneur de la Fondation Chirac, lancée en 2008 pour agir en faveur de la paix dans le monde. Il est également membre d'honneur de la Fondation Sergio Vieira de Mello. À la tête de la Fondation Chissano, il porte des projets de développement impliquant la participation active des populations et inscrits dans une perspective de réconciliation après la guerre civile.
Le 3 juillet 2023, il est nommé président honoraire de la nouvelle Association internationale des amis de la révolution algérienne. Cette organisation vise à promouvoir les principes de la révolution algérienne et à apporter un soutien aux peuples colonisés.

## Distinctions
- Grand-collier de l'ordre de l'Infant Dom Henrique (Portugal) (1993)
- En 2007, Kofi Annan annonce qu'il reçoit le premier prix Mo Ibrahim, avec le président sud-africain Nelson Mandela, pour ses réalisations qui ont consisté à amener la paix, la réconciliation, une démocratie stable et le progrès économique dans son pays après une guerre civile de 16 ans qui a duré jusqu'en 1992. Le prix reconnaît également sa contribution importante en dehors des frontières de son pays[4],[5].
- Ordre du Mérite national el athir (Algérie)